# Narycia myriospila
Narycia myriospila är en fjärilsart som beskrevs av Turner 1923. Narycia myriospila ingår i släktet Narycia och familjen säckspinnare. Inga underarter finns listade i Catalogue of Life.